# Rio Grande (miasto w Brazylii)

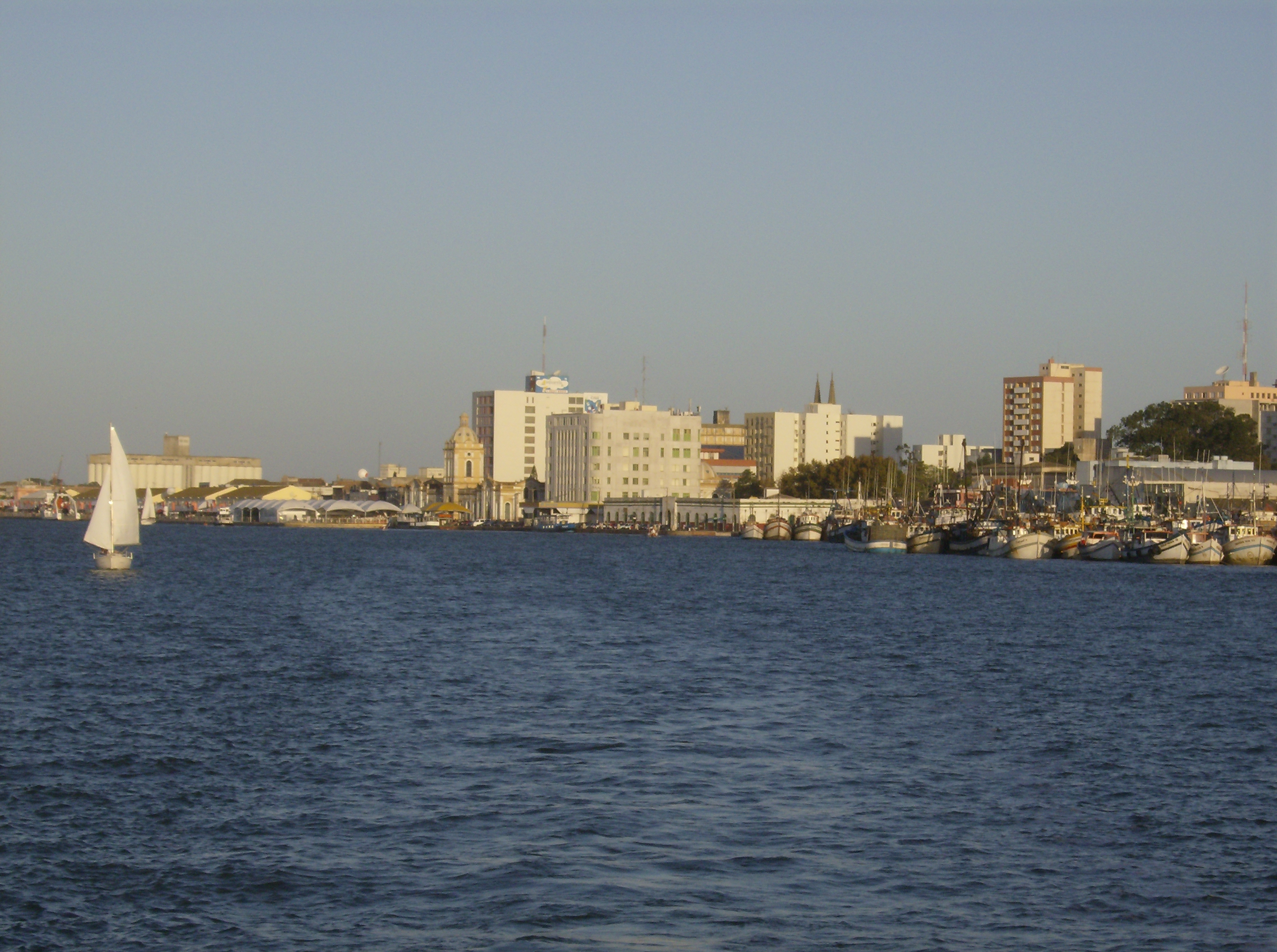
Rio Grande

Rio Grande – miasto w południowej Brazylii, w stanie Rio Grande do Sul, port morski przy wejściu do laguny Patos. Około 184 tys. mieszkańców.

## Miasta partnerskie
- Águeda (Portugalia)